# Jamestown, Eastern Cape
Jamestown este un oraș în Provincia Eastern Cape (Oos-Kaap), Africa de Sud, aproximativ 58 km sud de Aliwal North.